# Cranaostygnus
Cranaostygnus is een geslacht van hooiwagens uit de familie Cranaidae.
De wetenschappelijke naam Cranaostygnus is voor het eerst geldig gepubliceerd door Caporiacco in 1951. 

## Soorten
Cranaostygnus is monotypisch en omvat slechts de volgende soort:
- Cranaostygnus marcuzzi